# تود كولينز
تود كولينز (بالإنجليزية: Todd Collins)‏ (و. 1971  م) هو لاعب كرة قدم أمريكية، من الولايات المتحدة، يلعب كظهير ربعي.